# Bystrytsia de Nadvirna
La Bystrytsia de Nadvirna (en ukrainien : Бистриця Надвірнянська) est une rivière de Galicie. Elle rejoint, à Ivano-Frankivsk la Bystrytsia de Solotvyn et forme la rivière Bystrytsia.